# Kanadisches Pfund
Das Kanadische Pfund (englisch Canadian pound; CAP) war in der ersten Hälfte des 19. Jahrhunderts die gültige Landeswährung in der Provinz Kanada. Wie das britische Pfund war das kanadische Pfund in 20 Shilling zu je 12 Pence unterteilt.

## Geschichte
Der erste Versuch einer Bankgründung im heutigen Kanada fand 1792 in Montreal statt. 1817 und 1818 wurden drei private Banken gegründet, allesamt nach dem Vorbild der 1791 gegründeten First Bank in den USA, eine war sogar in US-Besitz. Alle Banken emittierten Geld, was zunächst ein unsicheres System darstellte. Die britische Regierung ließ zu, dass die Provinzen Banken gründeten, zuerst die Bank of New Brunswick 1820, im nächsten Jahr die Bank of Upper Canada, im folgenden Jahr die Bank of Montreal. Um 1840 waren 18 Banken zugelassen, davon allein 7 in Montreal. Der wirtschaftliche Einfluss der Vereinigten Staaten führte schrittweise zu einer Abkopplung vom britischen Pfund Sterling. 1841 wurde in der Provinz Kanada entschieden, den Wert des kanadischen Pfundes entsprechend dem Halifax rating auf 4 US-Dollar festzulegen. 1858 erfolgte in der Provinz Kanada die Einführung einer Dezimalwährung, des Kanadischen Dollars. 1861 folgten die Provinzen Neubraunschweig und Neuschottland. Durch den Uniform Currency Act / Loi sur l'uniformité de la monnaie im April 1871 wurde der Dollar in der ganzen Dominion Kanada eingeführt. Die kanadischen Provinzen erhielten so alle eine einheitliche Währung.